# Agrilus woodlarkianus
Agrilus woodlarkianus es una especie de insecto del género Agrilus, familia Buprestidae, orden Coleoptera.
Fue descrita científicamente por Kerremans, 1900.